# Eisenbahnunfall von Livraga
Bei dem Eisenbahnunfall von Livraga in Italien entgleiste am frühen Morgen des 6. Februar 2020 auf der Schnellfahrstrecke Mailand–Bologna ein Zug der Gattung Frecciarossa bei einer Geschwindigkeit von 292 km/h. Zwei Menschen starben. Es war der erste Eisenbahnunfall im italienischen Hochgeschwindigkeitsnetz.

## Ausgangslage

### Infrastruktur
In Livraga befinden sich ein Betriebsbahnhof, der Überholungen ermöglicht, und eine Dienststelle für den Streckenunterhalt. Die zulässige Höchstgeschwindigkeit beträgt hier im durchgehenden Hauptgleis 300 km/h. Vor der Durchfahrt des Zuges hatten Techniker an der Weiche Nr. 5 Unterhaltungsarbeiten vorgenommen und dabei Teile des Weichenantriebes ausgetauscht.

### Zug
Der Frecciarossa mit der Zugnummer AV 9595, der durch den Triebzug Nr. 21 der Baureihe ETR 400 geführt wurde, war auf der Schnellfahrstrecke Mailand–Bologna von Milano Centrale in Richtung Salerno unterwegs. Der Zug benutzte das in Fahrtrichtung linke Streckengleis, wie es in Italien üblich ist. Mit diesem ersten Morgenzug reisten nur 28 Fahrgäste.
Dem Triebfahrzeugführer war von der Betriebsleitstelle mitgeteilt worden, dass die Steuerung der Weiche Nr. 5 zwar wegen der Unterhaltungsarbeiten deaktiviert sei, diese aber für Fahrt geradeaus gestellt und verschraubt sei. Dem Zug war signalisiert, dass er mit der zulässigen Höchstgeschwindigkeit fahren dürfe. Den Bahnhof von Livraga durchfuhr er so mit 292 km/h.

## Unfallhergang
Die Weiche Nr. 5 befand sich aber in ablenkender Stellung und war somit nicht für den vorgesehenen Fahrweg über das Durchgangsgleis gestellt. Sie durfte in ablenkender Stellung mit höchstens 60 km/h, nach anderen Angaben mit 160 km/h, befahren werden. Als der Zug sie um 5:34 Uhr mit 290 km/h befuhr, entgleiste er bei km 166+252.
Das führende Fahrzeug schlug zunächst gegen Güterwagen, die auf einem Gleis links der Fahrtrichtung des Zuges und des durchgehenden Hauptgleises abgestellt waren, drehte sich um 180°, durchbrach einen Zaun und kam auf der Seite neben dem Gebäude der Betriebsstelle zu liegen. Eines der Drehgestelle löste sich dabei und traf ein Gebäude, das es beschädigte. Der übrige Zug rutschte außerhalb des Gleises im Schotter noch einige hundert Meter weiter, bis auch der zweite Wagen umkippte und der Zug zum Stillstand kam. Alle übrigen Wagen blieben stehen, wenn auch neben dem Gleis.

## Folgen
Die beiden Triebfahrzeugführer starben, 28 Reisende und 3 auf dem Zug arbeitende Angestellte der Bahn wurden verletzt.
Am Tag nach dem Unfall riefen die Gewerkschaften zu einem zweistündigen Streik auf und forderten von den Eisenbahngesellschaften, die von den Gehältern der Streikenden einbehaltenen Beträge den Familien der beiden verstorbenen Triebfahrzeugführer zu spenden. Dem wurde stattgegeben.
Ab dem 16. Februar 2020 wurden die verunfallten Fahrzeuge geborgen, ab dem 2. März 2020 war die Strecke wieder befahrbar. Der führende Wagen wurde erst am 10. April 2020 nach Abschluss der Untersuchungen der Staatsanwaltschaft abtransportiert.

## Unfalluntersuchung
Die Staatsanwaltschaft in Lodi untersucht den Unfall, ebenso haben das beteiligte Eisenbahninfrastrukturunternehmen, die Rete Ferroviaria Italiana (RFI), und das Eisenbahnverkehrsunternehmen (Trenitalia) Untersuchungskommissionen gebildet. Sie ermitteln gegen mehrere Personen, die an den Wartungsarbeiten für die Weiche Nr. 5 beteiligt waren.
Der Direktor der Nationalen Agentur für Eisenbahnsicherheit ANSF teilte am 13. Februar 2020 mit, dass eine falsche Verkabelung bei der nächtlichen Reparatur unzutreffend für diese Weichenstellung eine Höchstgeschwindigkeit von 300 km/h signalisiert haben könnte. Daher werde auch der Weichenhersteller Alstom in die Untersuchung einbezogen.